# Maura Gale
Maura Gale (a veces acreditada como Maula Gale) es una actriz de voz afroamericana conocida por su papel en Metal Gear Solid 2: Sons of Liberty como "Fortune". También ha doblado la voz en otros videojuegos como en Enter the Matrix, diseñado para diversas consolas; o como la voz femenina de "Guillo" en Baten Kaitos Origins, videojuego RPG de Nintendo Game Cube.
También hace apariciones en programas de televisión, incluyendo NYPD Blue.